# ラフリー (ウェブサイト)
ラフリー (Laughly) は、30代女性をメインターゲットにしたライフスタイルWebメディア。
2022年1月23日にリリース。運営は一般社団法人コペンカレッジ、株式会社コペンフラップ。

## 概要
「忙しい日常を、少しだけ丁寧に。」をコンセプトに、トキメキやきゅんとする瞬間を忘れずに一人の女性として自分のことを大切にしたい女性に向け、ライフスタイル・インテリア・マインドセットを中心に生活にまつわるさまざまなジャンルの情報を発信している。
季節に合わせた特集記事や、家族も自分も心地よい暮らしができるよう、「家族時間の過ごし方」や「気分の上がる小物」「簡単だけど褒められレシピ」「自分に合ったファッションの見つけ方」など幅広い記事を数多く掲載。
多くの記事の中に書かれている言葉が、Laughly(ラフリー)が掲げている「自分純度」。
女性は仕事に家事に育児に、自分を気にかける時間が限られているが、そのような環境でも、女性が毎日笑顔で過ごすには、自分自身を慈しみ、自分で自分をご機嫌にすることがとても大切だと考え、妻や母といった役割ではない”自分自身を大切にする”ために作られた言葉。毎日を忙しく過ごす女性たちが「自分純度」をより高めるための場所を提供している。

## 購読環境
無料で誰でも閲覧できる。